# مضخة تمعجية

المضخة التمعجية

المِضَخَّةٌ التَمَعُّجِيَّة (بالإنجليزية: Peristaltic pump)‏ هي مضخة من نوع المضخات إيجابية الإزاحة. تتكون من قرص مركزي دوار، يدور حول أنبوب مرن من المطاط، ويمر السائل خلال هذا الأنبوب المرن من خلال الأنبوب الداخل الموصول مع مصدر السائل المراد نقله.
سُجلت المِضخة التمعجية كبراءة اختراع ليوجين ألين لأول مرة في الولايات المُتحدة الأمريكية عام 1881، ثُم انتشرت وزادت شعبيتها بواسطة جراح القَلب مايكل دبغي في عام 1932.